# Bremshundertstel

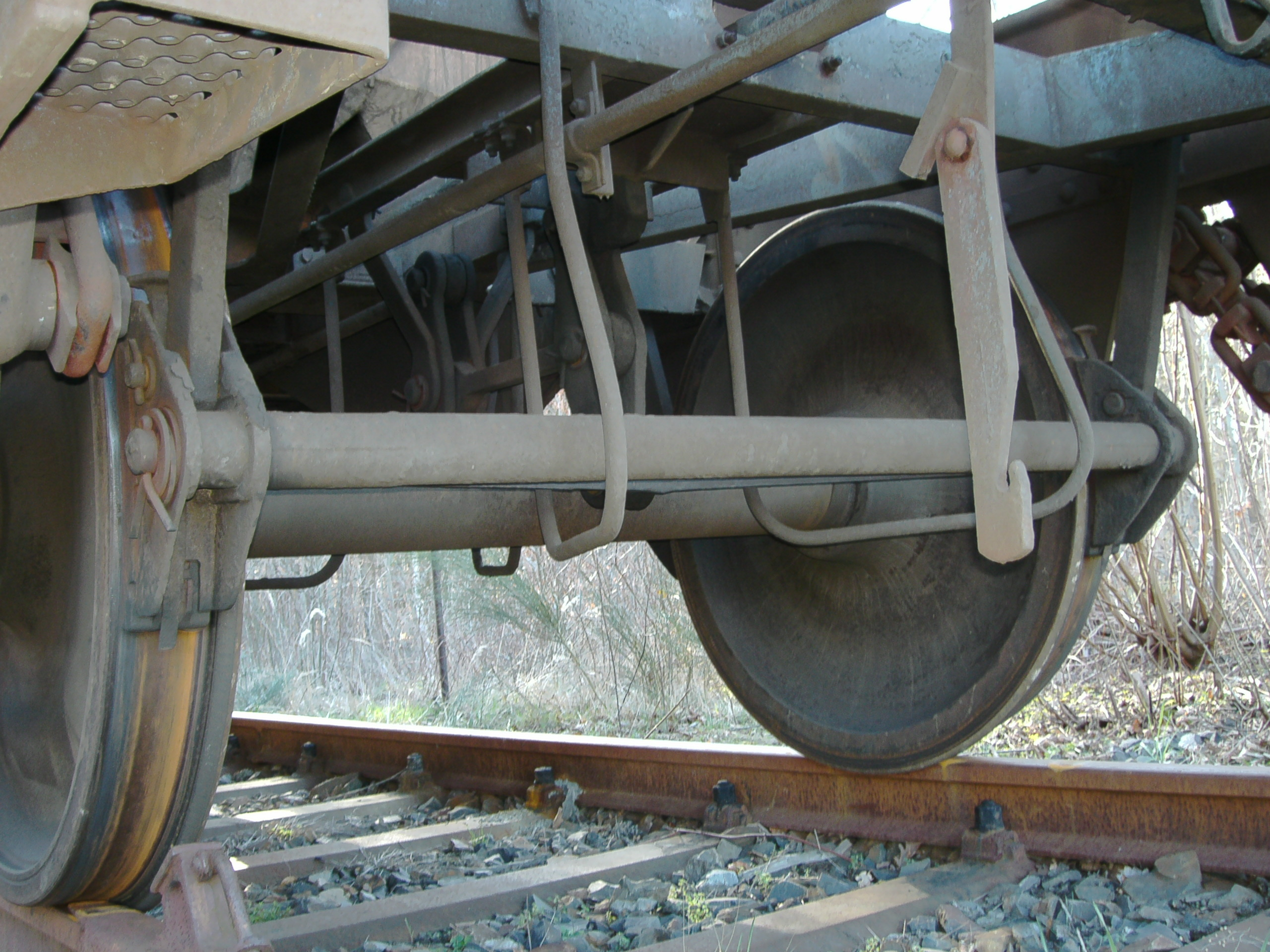
Achse und Bremsgestänge eines Selbstentladewagens der Gattung Fccs. Solche Bremsen weisen in der Bremsart G bis 80 und in der Bremsstellung P bis 100 Bremshundertstel auf.

Bremshundertstel (abgekürzt Brh oder λ) sind dimensionslose Zahlen zur Bewertung des Bremsvermögens eines Eisenbahnfahrzeugs oder eines Zuges, die die zulässige Streckengeschwindigkeit in einem Streckenabschnitt bestimmen. Die Bremshundertstel hießen früher auch Bremsprozente oder Bremsausmaß und werden in der Schweiz als Bremsverhältnis bezeichnet. Der Bezugswert (Grundwert) des als Bremsgewicht ausgedrückten Bremsvermögens ist dabei historisch definiert (siehe Geschichte).

## Berechnung der Bremshundertstel
Die Bremshundertstel bringen das Bremsgewicht eines Fahrzeuges oder eines Zuges in Bezug zu seiner Masse (Gewicht), um die Bremsleistungen unterschiedlicher Züge mit ihren unterschiedlichen Lasten zu vergleichen.
Zur Bestimmung der Bremshundertstel wird der Quotient aus dem Bremsgewicht und dem tatsächlichen Gewicht des Fahrzeuges oder des Zuges mit dem Faktor 100 multipliziert:
{\displaystyle {\mbox{Bremshundertstel eines Fahrzeugs}}={\frac {\mbox{Bremsgewicht (t)}}{\mbox{Fahrzeuggewicht (t)}}}\cdot 100}
{\displaystyle {\mbox{Bremshundertstel eines Zuges}}={\frac {\mbox{Gesamtbremsgewicht (t)}}{\mbox{Gesamtzuggewicht (t)}}}\cdot 100}

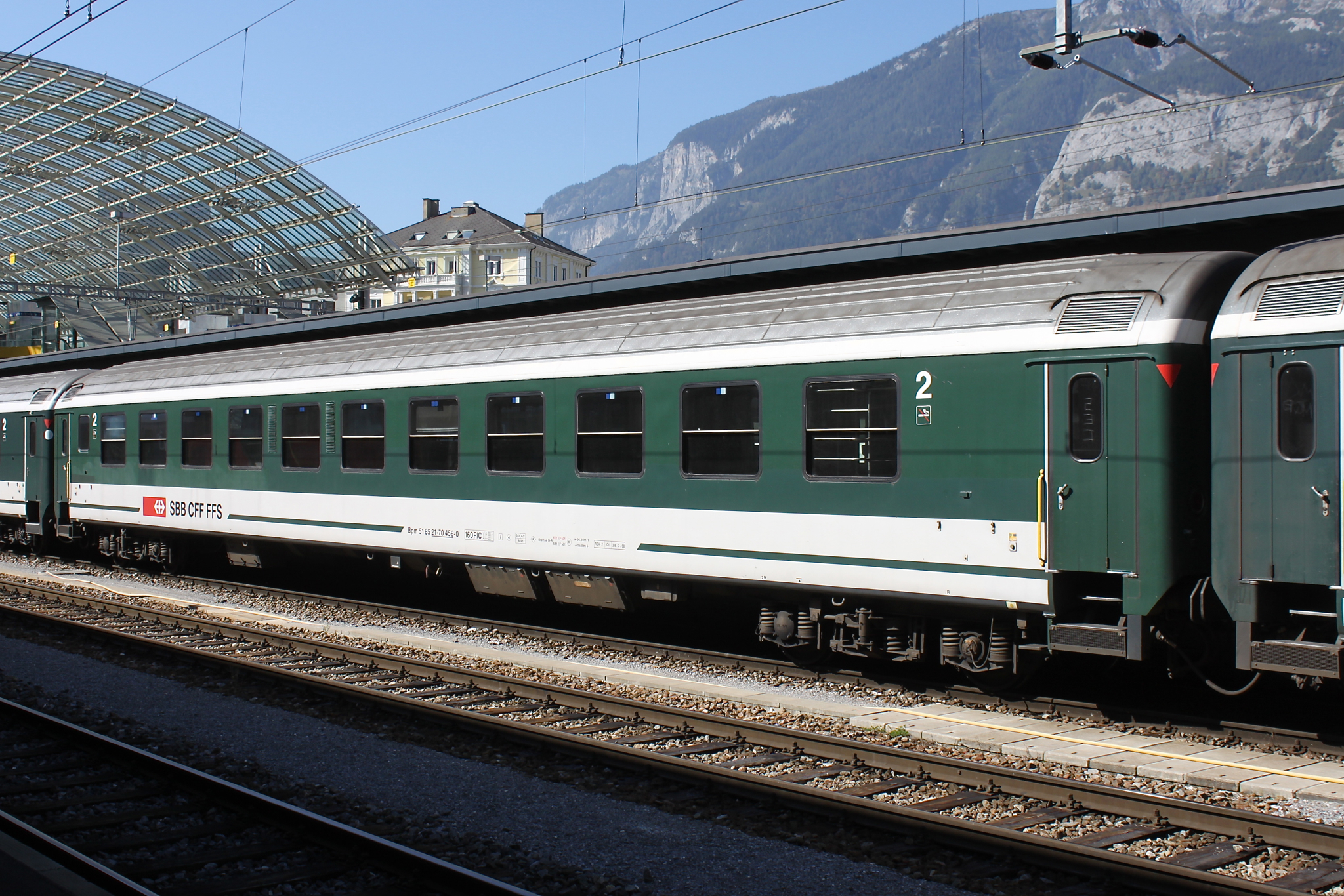
Beim SBB-Reisezugwagen Bpm 51 mit mehr als 80 Sitzplätzen zweiter Klasse wird mit einer Pauschallast von 6 t gerechnet. Zusammen mit 36 t Leergewicht und einem Bremsgewicht von 56 t in Bremsart R ergeben sich leer 155 und besetzt 133 Bremshundertstel.

Bei gleichen Bremshundertsteln und gleicher Bremsart haben verschiedene Fahrzeuge beziehungsweise Züge bei einer Schnellbremsung aus gleicher Geschwindigkeit den gleichen theoretischen Bremsweg.

## Äußere Einflüsse
Im Gegensatz zum Bremsgewicht sind die Bremshundertstel eines Fahrzeugs keine feste Größe, da das Fahrzeuggewicht aufgrund verschiedener Beladung unterschiedlich sein kann. Bei Reisezugwagen wird das Bruttogewicht mit Pauschalwerten zu den Leergewichten bestimmt. Dieses Vorgehen ist praktikabel und besser als geschätzte Werte. In der Praxis liegt das Bruttogewicht bei wenigen Reisenden unter dem Pauschalwert und bei Überbesetzung, z. B. mit stehenden Fahrgästen, darüber. Zudem ändert sich die Besetzung auch während der Fahrt. Für eine Überbesetzung sind Reserven eingebaut. Der Lokomotivführer führt vor der Abfahrt seines Zuges, entweder alleine oder in Anwesenheit und mit Unterstützung seines Zugführers, eine volle oder vereinfachte Bremsprobe durch. Durch die dabei ermittelten Bremshundertstel weiß der Lokomotivführer, welches Bremsvermögen sein Zugverband aufweist.
Im Güterverkehr werden die Wagen selten gewogen. Ihr Bruttogewicht wird durch Schätzen des Ladevolumens ermittelt. Durch automatische Gewichtskontrollstellen im Streckennetz können Überladungen aufgedeckt werden. Nicht erfasst wird das Gewicht der Schneebedeckung, das insbesondere bei Nassschnee nicht zu unterschätzen ist. Auch im Güterverkehr kommt der Beobachtung des Bremsverhaltens durch den Lokomotivführer eine wichtige Rolle zu. Ein Mangel an Bremshundertstel wird nicht zur alleinigen Ursache eines Unfalls. Es braucht dazu weitere Mängel wie eine Fehlfunktion oder ein Fehlverhalten.

## Bedeutung

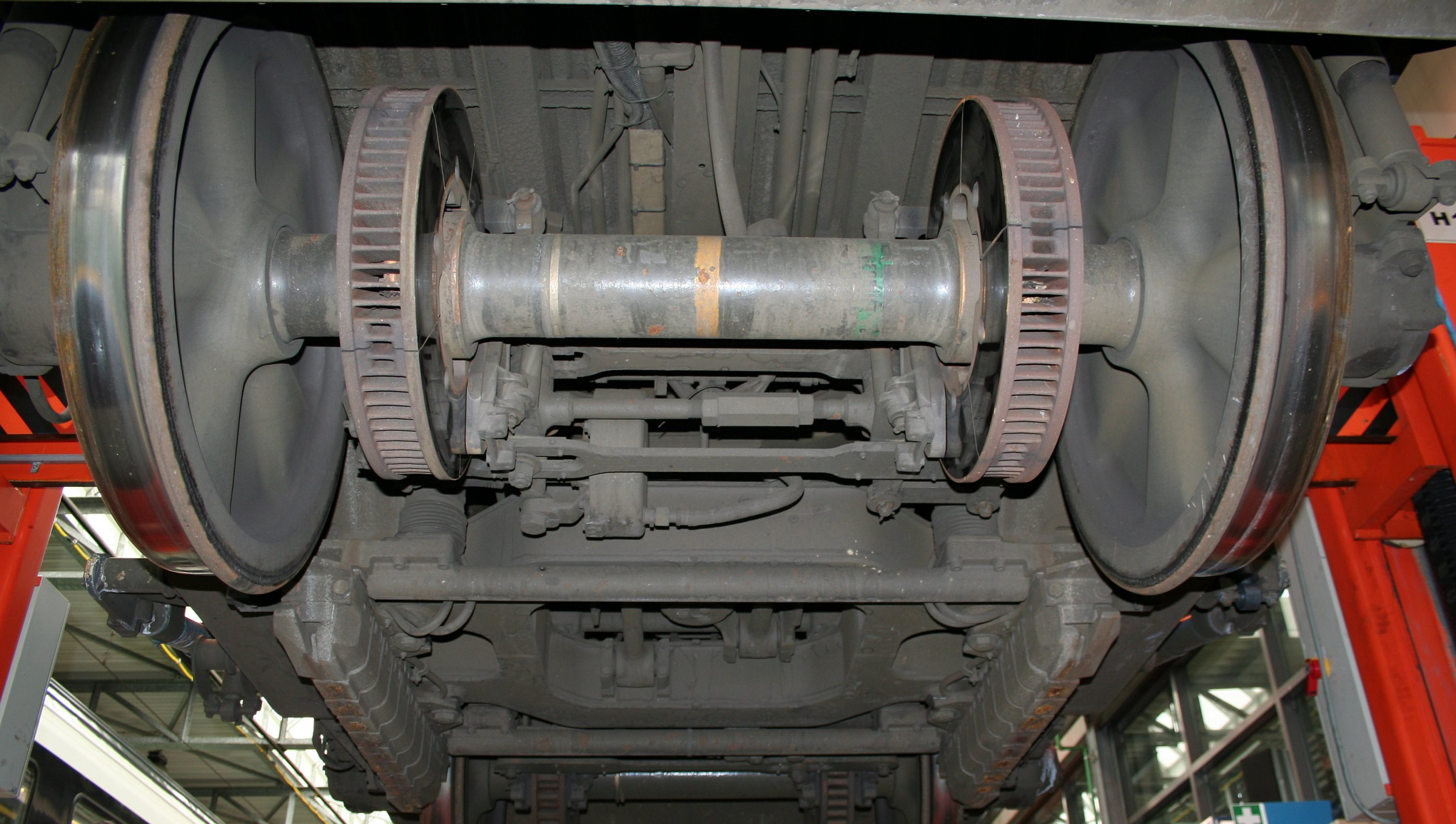
Drehgestell eines SBB Eurocity-Wagens mit deutlich sichtbaren Scheibenbremsen. Die Wagen wurden mit Schnellbremsbeschleunigern und ep-Bremse nachgerüstet und weisen seither 152 statt 145 Bremshundertstel auf.

Bei gleich vielen Bremshundertsteln und gleicher Bremsart haben verschiedene Fahrzeuge beziehungsweise Züge bei einer Schnellbremsung aus gleicher Geschwindigkeit den gleichen Bremsweg.
Diese Beziehungen zwischen Bremshundertsteln, Bremsart, Fahrgeschwindigkeit, Bremsweg und Streckenneigung sind in tabellarischen Bremstafeln festgehalten. Sie geben an, wie viel Bremshundertstel ein Zug haben muss, damit er aus einer bestimmten Geschwindigkeit in einem bestimmten Gefälle innerhalb des Vorsignalabstands sicher zum Halten kommt. Ebenso bestimmen die Bremstafeln, wie schnell ein Zug mit den für ihn errechneten Bremshundertsteln noch fahren darf, ohne dass der Bremsweg den Vorsignalabstand bei einer Schnellbremsung überschreitet.
In Deutschland kommen so genannte Regelbremswege zur Anwendung, auf die sowohl die Abstände zwischen Vor- und Hauptsignalen als auch das Bremsvermögen der Züge ausgelegt sein müssen. Sie betragen gewöhnlich:
- auf Nebenbahnen je nach zulässiger Geschwindigkeit 400 oder 700 Meter
- auf Hauptbahnen 700 oder 1000 Meter

Die errechneten Bremshundertstel sind maßgeblich zur Zugdateneinstellung der Punktförmigen Zugbeeinflussung notwendig. Aus diesen ergibt sich, in welcher Zugart (O, M, U) der jeweilige Zug gefahren wird.

## Mindestbremshundertstel

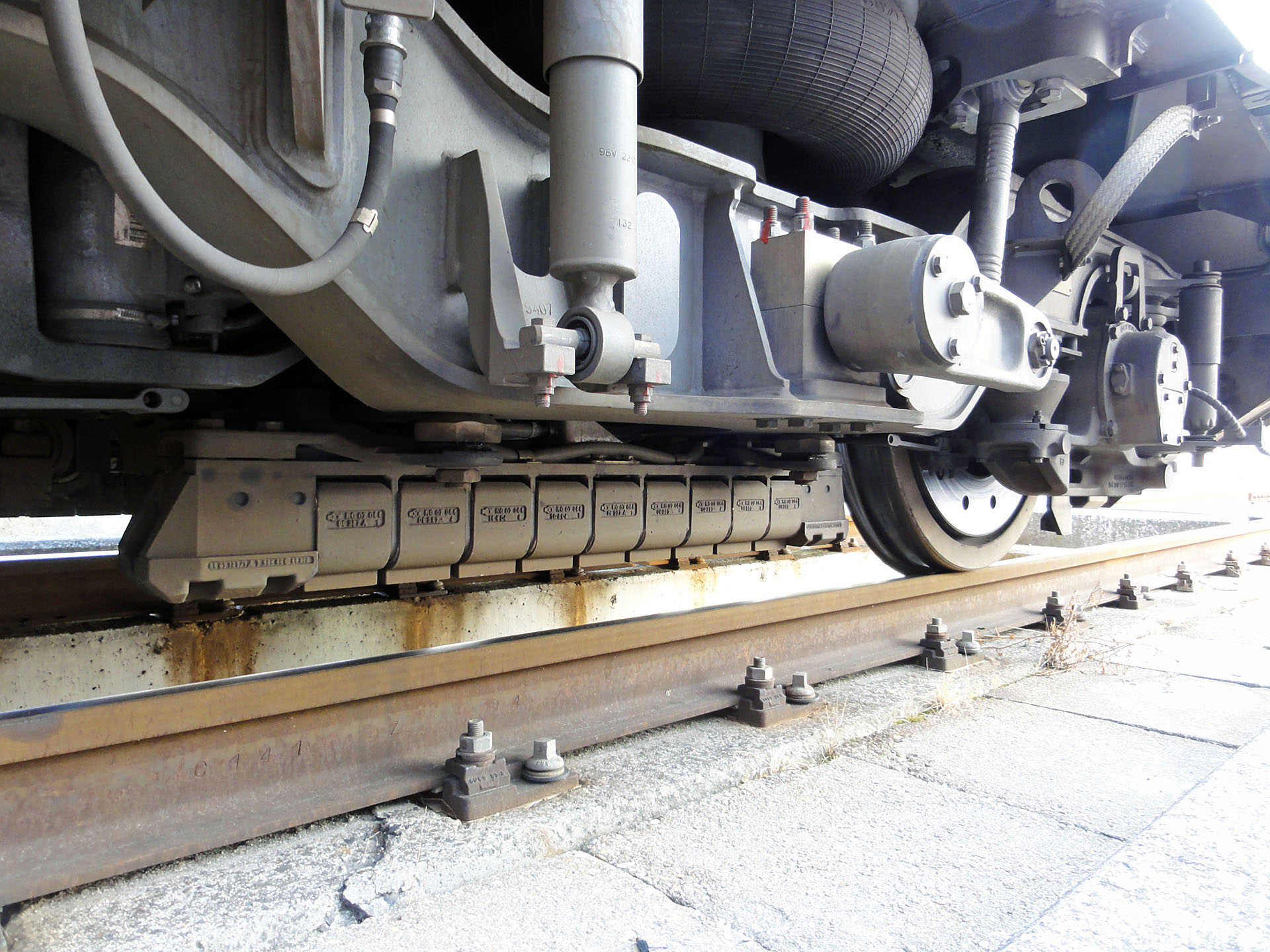
Magnetschienenbremse eines Z 50000 der SNCF. Züge mit derartigen Bremsen weisen bis zu 200 Bremshundertstel auf.

In Deutschland wurden für jede Strecke die mindestens erforderlichen Bremshundertstel festgelegt, die sich aus der maßgebenden Streckenneigung und dem Regelbremsweg der zulässigen Streckengeschwindigkeit ergeben. Die im Fahrplan angegebenen Bremshundertstel gewährleisten, dass bei einer Schnellbremsung aus der höchsten erlaubten Geschwindigkeit der Bremsweg – in der Regel der Abstand zwischen Vor- und Hauptsignal – eingehalten wird.
Falls ein Zug die Mindestbremshundertstel (abgekürzt Mbr) nicht einhalten kann, ist seine Geschwindigkeit zu reduzieren. Wenn z. B. für einen Zug mit 66 Bremshundertsteln bei einer geforderten Höchstgeschwindigkeit von 100 km/h die 1000-Meter-Bremstafel zugrunde zu legen ist, ergibt sich bei einem maßgeblichen Gefälle von beispielsweise 10 ‰ eine Geschwindigkeitseinbuße von 5 km/h.
Die Österreichische Betriebsvorschrift schreibt vor, dass in einem Zug stets so viele Bremshundertstel vorhanden sein müssen, dass im jeweils maßgebenden Gefälle noch mit 20 km/h gefahren werden kann. Die Mindestbremshundertstel sind in der Streckenliste angegeben und gelten für beide Fahrtrichtungen.
Die Schweizer Vorschriften kennen den Begriff Mindestbremshundertstel nicht. Die Geschwindigkeit eines Zuges wird anhand seiner Zug- und Bremsreihe bestimmt. Wenn ein Zug wegen zu tiefer Bremsreihe einen Streckenabschnitt nicht befahren kann, ist das in der Streckentabelle vermerkt.

## Teilbremsverhältnis

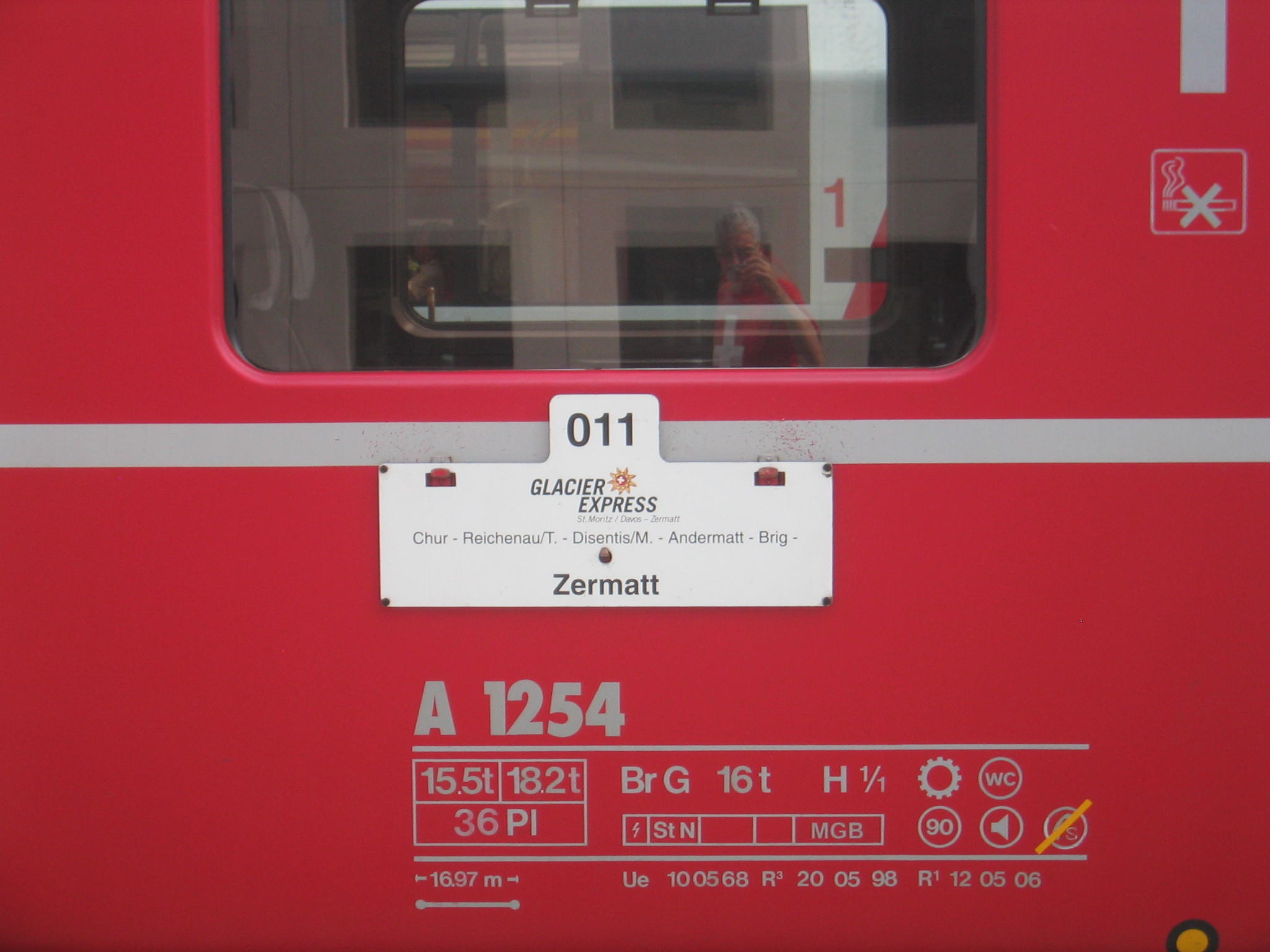
Anschriften an einem Einheitswagen I der RhB mit 16 t Brems- und 18,8 t Gesamtgewicht. Sein Bremsverhältnis beträgt 85 %.

Das Teilbremsverhältnis garantiert bei Schweizer Bahnen eine Bremswirkung, um bei einer Zugtrennung die einzelnen Zugteile sicher zum Stillstand zu bringen und gegen Entlaufen zu sichern.
Wenn alle Fahrzeuge eines Zuges gebremst werden, muss das Teilbremsverhältnis nicht überprüft werden. Sonst muss das Teilbremsverhältnis vom Zugschluss und der Zugspitze zu den möglichen Trennstellen berechnet werden.
Beispiel:
- Lokomotive (Eigengewicht 120 t, G-Bremsgewicht 72 t)
- Anhängelast 1600 t
- Die ersten fünf Wagen haben keine G-Bremse (Bremsen ausgeschaltet).

Vom Zugschluss her gerechnet ist das kleinste Teilbremsverhältnis 61 %. Damit kann eine Steigung von maximal 44 ‰ befahren werden.
Von vorne berechnet beträgt das kleinste Teilbremsverhältnis 18 %, womit noch ein Gefälle von 7 ‰ befahren werden darf.

## Geschichte
Im Jahr 1893 wurde der Begriff des Bremshundertstels in die Betriebsordnung für die Haupteisenbahnen Deutschlands eingeführt. Das damalige Bremshundertstel oder Bremsprozent war jedoch als Verhältnis der Zahl der gebremsten Achsen zur Gesamtachszahl des Zuges definiert und nahm daher keinen Bezug auf Gewichte und Bremsgewichte des Zuges.
1936 untersuchte man den charakteristischen Verlauf der Bremsverzögerungen mit einer Komposition von 15 Reisezugwagen, dem damals schwersten und längsten im Betrieb vorkommenden Zug. Das Bremsverhalten dieses Zuges entsprach fortan der Kennzahl „100 Bremshundertstel“. Darauf aufbauend entstand das UIC-Merkblatt 544-1, welches maßgebend ist für die Bestimmung der Bremsleistung. In Anlehnung an das physikalische Gesetz
{\displaystyle {\mbox{Verzögerung}}\ ={\frac {\mbox{Bremskraft}}{\mbox{Masse}}}}
definierte man Bremshundertstel und Bremsgewicht:
{\displaystyle {\mbox{Bremshundertstel}}={\frac {\mbox{Bremsgewicht(t)}}{\mbox{Zuggewicht (t)}}}\cdot 100}
Durch Normierung wird die Dimensionslosigkeit der Größe Bremshundertstel und auch die Einheit Tonne für das Bremsgewicht bestimmt.

## Bremsverhältnisse einiger Fahrzeuge
Die Abkürzungen in den Tabellenüberschriften bezeichnen die Bremsart.
| Triebfahrzeug, Triebzug                   | vmax     | R+EP  | R     | P     | G     | geschleppt |
| ----------------------------------------- | -------- | ----- | ----- | ----- | ----- | ---------- |
| SBB Re 4/4 II                             | 140 km/h | –     | 125 % | –     | 90 %  | 90 %       |
| SBB Re 450 (S-Bahn Zürich, 1. Generation) | 130 km/h | –     | 115 % | –     | 85 %  | 85 %       |
| SBB Re 460 („Lok 2000“)                   | 200 km/h | –     | 125 % | –     | 90 %  | –          |
| SBB Ae 6/6                                | 120 km/h | –     | 100 % | 75 %  | 75 %  | 75 %       |
| SBB Re 6/6                                | 140 km/h | –     | 125 % | –     | 90 %  | 90 %       |
| SBB RABDe 500 (ICN InterCity-Neigezug)    | 200 km/h | 209 % | 176 % | 114 % | 114 % | 114 %      |
| RABe 514 (DTZ der S-Bahn-Zürich)          | 140 km/h | –     | 164 % | –     | –     | 100 %      |
| SBB RBe 4/4                               | 125 km/h | –     | 118 % | –     | 76 %  | 76 %       |
| SBB RBDe 560 (NPZ, Domino)                | 140 km/h | –     | 126 % | –     | 100 % | 100 %      |
| BLS Re 465                                | 160 km/h | –     | 136 % | –     | 90 %  | –          |
| SOB RBDe 562 (SOB-Flirt)                  | 140 km/h | –     | 126 % | –     | 100 % | 100 %      |

| Personenwagen                                | vmax     | R+EP      | R+SB      | R         | P         |
| -------------------------------------------- | -------- | --------- | --------- | --------- | --------- |
| ÖBB Railjet-Zwischenwagen Bmpz, ARbmpz, Ampz | 230 km/h | 161–155 % | –         | 145–150 % | 105–109 % |
| ÖBB Railjet-Steuerwagen Afmpz                | 230 km/h | 157 %     | –         | 147 %     | 107 %     |
| SBB EW I B (grau-blau)                       | 140 km/h | –         | –         | 130 %     | 130 %     |
| SBB EW II A (grün)                           | 140 km/h | –         | –         | 134 %     | 134 %     |
| SBB EW II B (grün)                           | 140 km/h | –         | –         | 130 %     | 91 %      |
| SBB EW IV A, B, WRM                          | 200 km/h | –         | 157–148 % | 138–147 % | 102–109 % |
| SBB IC Bt (EW IV)                            | 200 km/h | 153–150 % | 145–143 % | 133–136 % | 106–108 % |
| SBB D ex SNCF                                | 160 km/h | –         | 144 %     | 135 %     | 135 %     |
| SBB IC2000 (Dosto) A, AD, B, Bt, BR, WRB     | 200 km/h | 152 %     | 143 %     | 135 %     | 108 %     |
| SBB Bpm 51                                   | 160 km/h | –         | –         | 133 %     | 133 %     |
| SBB Eurocity-Wagen Apm, Bpm                  | 200 km/h | –         | –         | 145 %     | 106 %     |
| SBB Eurocity-Wagen Apm und Bpm Refit         | 200 km/h | 152 %     | 146 %     | 136 %     | 100 %     |